# Крива река (квартал)
Вижте пояснителната страница за други значения на Крива река.
Крива река е квартал на българската столица София. Намира се в район Красно село между булевардите „Ген. Е. И. Тотлебен“, „Пенчо Славейков“, „Витоша“, „България“ и „Акад. Иван Евст. Гешов“. Името му идва от преминаващата наблизо Крива река, както е по-известна Боянската река в долното си течение. По-голямата част от площта му е заета от Медицинска Академия и Военната болница, заради което по принцип е наричан така, а официалното му име е малко известно извън живеещите в него.

## Транспорт
Кварталът е добре обслужван от всякакви видове градски транспорт, сред, които са:
- Автобусни линии: 72, 260, 604

- Електробусни линии: 74

- Тролейбусни линии: 2, 8, 9

- Трамвайни линии: 4, 5, 15

Кварталът е обслужван и от третата линия на Софийското метро, чрез метростанция Медицински университет.

## Улици и произход на имената им
| Път                              | Наречен на                                         | Местоположение |
| -------------------------------- | -------------------------------------------------- | -------------- |
| „Абоба“                          | Плиска, град в Новопазарско                        | Карта          |
| „Академик Иван Евстратиев Гешов“ | Иван Евстратиев Гешов (1849 – 1924), политик       | Карта          |
| „Ами Буе“                        | Ами Буе (1794 – 1881), френски географ             | Карта          |
| „Баница“                         | Баница, историческо село в Северна Гърция          | Карта          |
| „Благатица“                      | ?                                                  | Карта          |
| „Богдановец“                     | ?                                                  | Карта          |
| „Виктор Григорович“              | Виктор Григорович (1815 – 1876), украински филолог | Карта          |
| „Генерал Едуард И. Тотлебен“     | Едуард Тотлебен (1818 – 1884), руски генерал       | Карта          |
| „Даскал Манол“                   | Манол Лазаров (1826 – 1881), просветен деец        | Карта          |
| „Добрила“                        | Добрила, връх в Стара планина                      | Карта          |
| „Захари Круша“                   | Захарий Круша (1808 – 1881), просветен деец        | Карта          |
| „Константин Иречек“              | Константин Иречек (1854 – 1918), чешки историк     | Карта          |
| „Крива река“                     | Боянска река, местна река                          | Карта          |
| „Пенчо Славейков“                | Пенчо Славейков (1866 – 1912), поет                | Карта          |
| „Предел“                         | Предел, седловина в Югозападна България            | Карта          |
| „Райко Жинзифов“                 | Райко Жинзифов (1839 – 1877), поет                 | Карта          |
| „Св. Иван Рилски“                | Иван Рилски (876 – 946), монах                     | Карта          |
| „Свети Георги Софийски“          | Георги Софийски Стари (1407 – 1437), мъченик       | Карта          |
| „Феликс Каниц“                   | Феликс Каниц (1829 – 1904), австрийски географ     | Карта          |
| „Яков Крайков“                   | Яков Крайков (XVI век), книгоиздател               | Карта          |